# Jéthou
Jéthou (Jethou en anglais, Jétho en jersiais) est une petite île Anglo-Normande, à environ 5 km à l’est de Guernesey et moins d’1 km au sud-ouest d’Herm. C’est une île privée, louée depuis 1991 par l'homme d'affaires Peter Ogden (en), dont l’accès n’est pas autorisé au public.

## Géographie
L’île a à peu-près une forme ovale et mesure au plus 800 m environ, pour une superficie de 18 ha (0,18 km2) et une altitude maximale de 75 m. Il semble qu’elle était reliée à Herm par un banc de sable jusqu’en 709, année où une tempête emporta celui-ci. À quelques centaines de mètres au nord se trouve la petite île de Crevichon. À la même distance au sud, les îlots de la Grande et de la Petite Fauconnière.
Les îlots au large de Jéthou abritent une colonie importante de macareux moines.

## Toponymie
Le nom de l'île est attesté sous les formes Keikhulm en 1030 et Getehou au XIIe siècle.
Il s'agit d'un nom en -hou souvent attesté sous cette forme en Normandie, notamment dans la Manche (cf. les îles de Burhou, Brecqhou, Lihou, etc.).

## Histoire
Comme toutes les autres îles Anglo-Normandes, Jéthou faisait partie intégrante du Duché de Normandie depuis 933, même après la perte de la Normandie continentale par la couronne d’Angleterre en 1259. Jéthou devint finalement en 1416 une partie du domaine du roi Henri V d’Angleterre. L’île est toujours une dépendance de la couronne, même si elle est désormais propriété de Guernesey. Elle est généralement louée par quelques particuliers.
Le romancier britannique Compton Mackenzie y a résidé dans les années 1920.
L'île est ensuite passé entre les mains de Harold Fortington, qui y est resté pendant quatre ans, puis celles du lieutenant-colonel William Gill Withycombe, présent de 1948 à 1954, qui fut le premier à rendre accessible une partie de son île aux visiteurs .
Ernest R. Suffling en a fait le cadre de son roman Jethou, or Crusoe Life in the Channel Isles, publié en 1892.

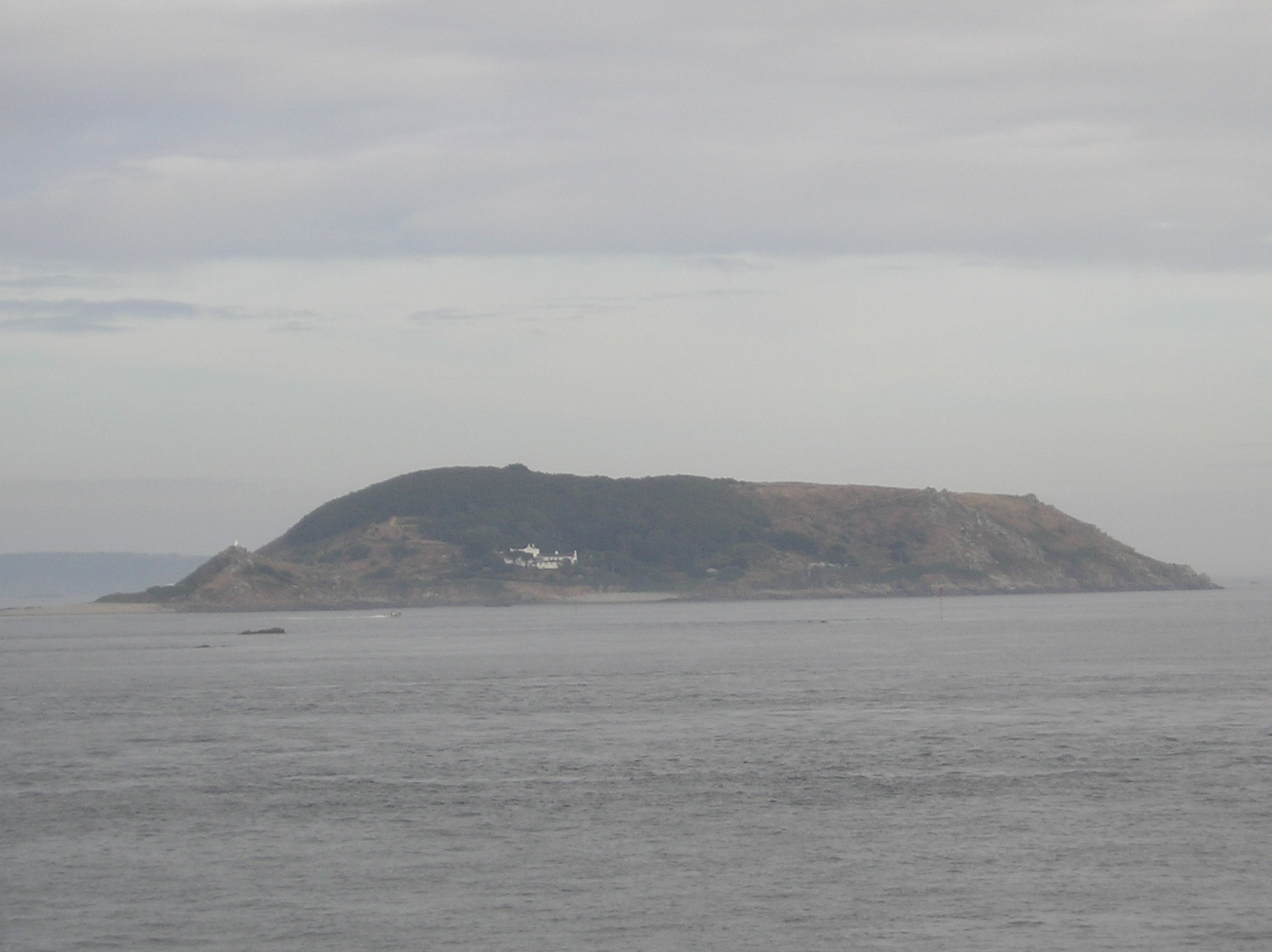
Vue de l'île de Jéthou.